# 雅尔西
雅尔西（法語：Jarsy，法語發音：[ʒaʁsi]）是法国萨瓦省的一个市镇，属于尚贝里区。

## 地理
雅尔西（45°39'25"N, 6°10'44"E）面积32.68 平方千米，位于法国奥弗涅-罗讷-阿尔卑斯大区萨瓦省，该省份为法国东部省份，历史上为薩伏依的一部分，北起上萨瓦省，西接伊泽尔省和安省，南部和东部与上阿尔卑斯省和意大利接壤。
与雅尔西接壤的市镇（或旧市镇、城区）包括：舍瓦利讷、克莱里、拉孔波特、埃科勒、普朗什里讷、韦朗斯阿尔韦、杜萨尔、法韦日-塞特内。

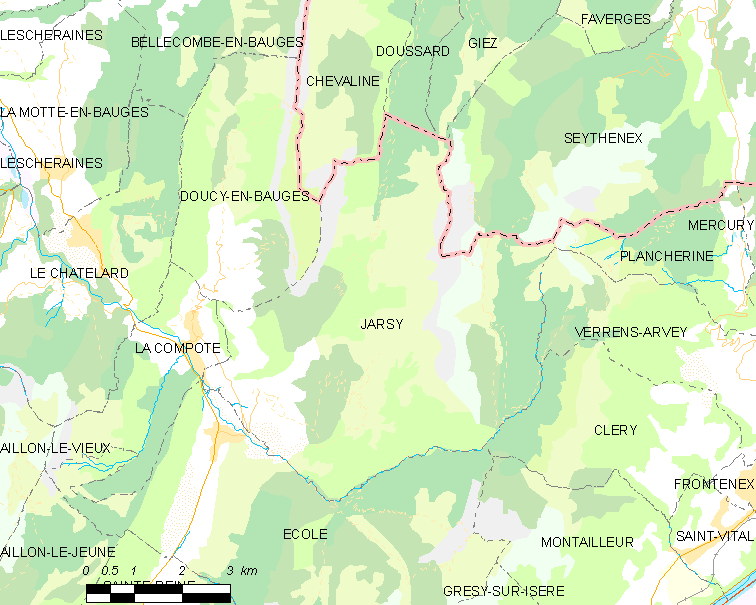
雅尔西的OSM定位图

雅尔西的时区为UTC+01:00、UTC+02:00（夏令时）。

## 行政
雅尔西的邮政编码为73630，INSEE市镇编码为73139。

## 政治
雅尔西所属的省级选区为圣阿尔邦莱斯县。

## 人口

1962-2008年间雅尔西人口变化图示

雅尔西于2022年1月1日时的人口数量为255人。